# Juan Camilo Hernández
Juan Camilo „Cucho” Hernández Suárez (ur. 20 kwietnia 1999 w Pereirze) – kolumbijski piłkarz z obywatelstwem hiszpańskim występujący na pozycji napastnika lub skrzydłowego w hiszpańskim klubie Real Betis